# Calloctenus pulcher
Calloctenus pulcher là một loài bọ cánh cứng trong họ Cerambycidae.